# スチャラカ冒険隊
スチャラカ冒険隊（スチャラカぼうけんたい）は、テーブルトークRPG『ソード・ワールドRPG』のリプレイ第1部に登場するプレイヤーキャラクターが結成した冒険者のパーティーである。
『月刊ドラゴンマガジン』1988年11月号の「呪われた地下神殿（後に『冒険者たちの序曲』に改題）」に初めて登場した。

## メンバー
スチャラカ冒険隊は、以下の6人で構成される。当初は1シナリオのみに使用するとして作られたキャラクターたちであったため、ゲームデータ以外の背景設定などは連載中に徐々に後付けされていったものがある。小説などでは彼らの内面（性格）まで言及され、リプレイ、及びその派生作品を通してキャラクター像が出来上がっていったという好例になっている。

### ザボ=ン
人間の男性（プレイヤーは女性）。通称「ザボ」。名前の由来は果物の「ザボン」から。
ブロードソードを持った傭兵上がりの戦士であり、パーティの主戦力。長髪をケッチャに貰ったリボンでまとめている。武器マニアで、巻が進むごとに装備武器が増えてゆくため、弁慶呼ばわりされたこともある。実は料理道具一式も彼が持っているとの事で、パーティーで一番の荷物持ち。
自称「お嬢様」のケッチャを、本人自称どおり「お嬢様」と呼び慕っている。この設定は小説でも取り上げられており、どこまで真剣に彼女と向き合っているのかを言及されている。また、知力も19とケインに次いで高く、リプレイや小説でも冷静沈着な傭兵として描かれている。ただし知力を活かす技能を何一つ取らなかったため、データ上では「宝の持ち腐れ」になっていた（他のメンバーは全員セージ技能を持っていた）。

### ユージィ・マヌエル
人間の女性。通称「ユズ」。名前の由来は果物の「柚子」。ザボ役のプレイヤーが自分のキャラクターに「ザボン」から名付けたのを聞いて、この名にした。プレイヤーが別のセッションで演じた「バレンシア=O=マヌエル」（こちらはバレンシアオレンジから命名）という生き別れの双子の姉がおり、彼女たちが冒険者になったきっかけは、お互いを探し出すためである。
パーティー内ではディーボに次ぐ筋力19を誇り（人間の冒険者の平均値は14）、「怪力娘」などとあだ名され、その後のリプレイシリーズで同様の怪力娘が続出する大元となった。当初は吟遊詩人兼盗賊だったが、後にその筋力を生かして戦士に転向する。しかしあれこれ技能をとりすぎたことが仇となり、戦闘ではいまいち活躍できなかった。
金で動くか聞かれて「金額による」と即答する、国王の無事を心配しながら「顔に『報酬がほしい』とかいてある」など、お金にまつわる発言がたまにある。
小説版では彼女の内面について大きく迫っており、パーティー内でもっとも女性的な側面への憧れが強いように書かれている。大柄で女の子らしくない体格という悩みと、吟遊詩人としてのロマンチストな側面に板ばさみとなるが、共に冒険した男性冒険者との交流を通して、女性として大きく成長を遂げることになる。
また、『ソード・ワールドRPGアドベンチャー』にゲスト出演した時は、同様に女性ながら筋力の高いレイハ（筋力20）と腕相撲で好勝負を繰り広げるシーンもあった。

### ディーボ・レンワン
ドワーフの男性。戦神マイリーの神官戦士。頑健なドワーフゆえに筋力20、生命力23、精神力29はパーティの最高値。鉱業の町ゴーバ出身で、銀細工の技能も持つ。親は鉱山の事故で死亡している。名前の由来は「ワンレン・ボディ（コン）」から。
パーティーでは一番の良識派で、常に賢明な選択を提示し、それに合わせた各種技能を持ち合わせているゼネラリスト。一方でプレイヤーはかなりのオタクであるらしく、『あんみつ姫』（竹本泉版）や『三日月サンゴ礁』（科学忍者隊ガッチャマン第8話）などの作品について唐突に言及することがある。実はプレイ中に関係ない事ばかり喋っているので台詞が収録できず、作中では無口に見えた、と座談会で明かされている。
ソード・ワールドRPGリプレイ史上初の1ゾロ（自動的失敗）を出した人物でもある。

### ケイン・クレンス
エルフの男性。精霊魔法を行使する魔法剣士。ひらひらした道化師のような服を着ており、ネコの形のポシェットを提げている（いずれも挿絵画家独自のデザインによる）。スチャラカ冒険隊のムードメーカーとしての役割が非常に大きく、GMいわく「性格がほとんどグラスランナー」。
スネア（大地を隆起させて相手を転倒させる精霊魔法）をこよなく愛するが、滅多に成功しない。この嗜好は父親の教育方針の影響である事が、帰郷した時に判明した。ウィンドボイス（離れた場所の音を聞いたり声を届ける呪文）を使用しての盗み聞きが趣味。これらの特徴的な行動が、最終エピソードのクライマックスで思わぬ役に立った。
父親はタラント王国のエルフ集落の族長代理。故郷での事件を解決した際にはケインがその名代を務めたが、仲間からは「族長代理補佐心得見習い」呼ばわりであった。
彼にまつわるエピソードが、このシリーズの色合いを決定付けたと言っても過言ではない。GMは、連載終了の理由のひとつとして「ケインが成長してギャグメーカーにしづらくなった」ことをあげている。
プレイヤーは当時学生で、メンバー中最年少。小説版ではあとがきを寄稿している。

#### ケインとスネア
前述のように、ケインは精霊魔法の「スネア」を愛用しており、たいていの話でこの魔法を使用している。この呪文にまつわるエピソードには以下のようなものがある。
- シナリオ中でスネアを使う機会がなく欲求不満になったため、アリシアンにかけようとした（失敗してみんなに殴られた）[8]。
- 精霊使いのレベルが3に上昇して最初にとった行動は、屋内でスネアを使えるように地の精霊を用意することだった[9]。
- 故郷に帰って父と再会したとき、父に全力（精神点3倍消費）でスネアをかけ、「どうだ親父、ここまで成長したぞ」と言い放った[6]。
- ケインがスネアを得意（？）としていることを知っているかどうかで、族長と友人が本物かどうかを調べた[6]。
- 小説のあとがきで一言求められて、「スネア（お約束）」と発言した。

### アリシアン
ハーフエルフの女性。盗賊兼賢者。南国ガルガライス出身。ガルガライス特有の文化の影響で、肌の露出が多い服を着ている。そのためか、（本人は不本意だが）このシリーズにおける「色気」担当にされている場面もあった。
ケインとザボに次ぐ知力18に加え、セージ技能レベルが突出して高い（最終話時点で4レベル）こともあって、パーティーの知恵袋かつ「常識人」的な存在。『モンスターたちの交響曲』のエピソードでは、理不尽なNPC側の言動に対し義憤に燃える立ち回りを見せた（この時は、プレイヤーもNPCたちの理不尽に対して本気で怒っていたという）。
なお座談会で、プレイヤーは母親が「太った迫力あるエルフのお母ちゃん」と言っている。一方、小説版では「母親は人間で娼館経営」とされている。

### ケッチャ
人間の女性。魔術師兼吟遊詩人（楽器は横笛）。大きな耳飾り（通称「おでんイヤリング」）がトレードマーク。名前の由来はインドネシアの音楽「ケチャ」から。出自は旅人だが、両親から「お前は本当はお嬢様だ」と聞かされて育ったため、自称「お嬢様」で通している（真偽は不明である）。
能力値平均がパーティー内でもっとも低かったため、直接戦闘には参加せず後ろで応援する「チア・ソーサラー」で通しており、何かの拍子に負傷するだけでも大事件であった（彼女が初めて戦闘で負傷したのは最終話である）。特に知力はパーティーで最も低い10で、魔術師に向いているとはいえない。そんな彼女がソーサラーなのは、他に担当するキャラがいなかったためである。
「お嬢様」という設定どおり、基本的にわがままな性格をしており、彼女の気まぐれで次の目的地が決まるというのがリプレイの流れであった。また「夜更かしは美容に悪いから早く寝る」「料理が苦手（実際の調理判定で1ゾロ）」「有名な女盗賊ナイトウインドと容姿がそっくりで、間違えられて逮捕されかけた」など、彼女らしいエピソードがいくつか存在する。基本的には統率力があるわけではなく、どちらかというとケインと同じムードメーカーの立場に近かった。
しかし、シャドーニードルを慕う盗賊ジャールに対して分け隔てなく接する（彼は容姿が醜いため、人に敬遠されていたという生い立ちを持っている）など、ただわがままなだけではない、意外な一面も持っている。ジャールもケッチャに僅かに心を開いた受け答えをしている。
ザボから好意を寄せられているが、彼女がザボをどう思っていたかははっきりしていない。誘拐された王女を救出した際、王女に抱きつかれたザボに嫉妬して攻撃魔法を放ったこともあるが、小説ではザボをどう思っているか問われて「奴隷」と返答している。
リプレイの中盤から、ソーサラー技能レベルの上昇により、黒猫のザザという使い魔を持つ。魔女の宅急便のキャラクターが元ネタで、プレイヤーはぬいぐるみを持参していた。リプレイ収録中、本人も元ネタの猫の名前と間違えることがあった。

## 登場する作品

### ソード・ワールドRPGリプレイ第1部
- 『盗賊たちの狂詩曲（ラプソディー）』 収録
  - 冒険者たちの序曲（プレリュード）
  - 盗賊たちの狂詩曲（ラプソディ）
  - ミノタウロスの輪舞曲（ロンド）
  - 王の都の小夜曲（セレナーデ）
- 『モンスターたちの交響曲（シンフォニー）』収録
  - 悪党に捧げる鎮魂歌（レクイエム）
  - モンスターたちの交響曲（シンフォニー）
- 『終わりなき即興曲（トッカータ）』 収録
  - 氷原に響く交声曲（カンタータ）
  - 暗殺者の譚詩曲（バラード）
  - 終わりなき即興曲（トッカータ）
  - （プレイヤー座談会）勇者の終楽章（フィナーレ）

### 小説
- 短編集『スチャラカ冒険隊、南へ』
  - 『スチャラカ冒険隊、南へ』 山本弘 著
  - 『かくもささやかな凱歌（トライアンファル・ソング）』 葛西伸哉 著
  - 『子供たちはくじけない』 友野詳 著
  - 『真実の鏡』 中川政博 著
  - 『見えすぎた目』 清松みゆき 著

他に、ソード・ワールドRPGアドベンチャー、ソード・ワールド・ノベル「自由人の嘆き」下巻、ソード・ワールドSFC2にもゲスト出演している。